# ケーヴァラ・ジュニャーナ
ケーヴァラ・ジュニャーナ (サンスクリット: केवलज्ञान、Kevala Jñāna)あるいはケーヴァラ・ナーナ (アルダマーガディー語: केवल णाण、Kevala Ṇāṇa)つまり「完全智」、「完全な智慧」とはジャイナ教において魂が到達しうる最高の形の智慧を指す。ケーヴァラ・ジュニャーナに到達した人間は「ケーヴァリン」と呼ばれるが、これは勝者（ジナ）、阿羅漢（アリハント）と同一視される。ティールタンカラはジャイナ教の教えを説きジャイナ教の教団を設立するケーヴァリンである。
ジャイナ教において「ケーヴァラ」とは霊魂（jīva）が非霊魂（ajīva）から分離している状態を指し、この状態は、業の残余を燃焼し尽くす苦行を実践して自らを死と生のサイクルから解放することで実現される。つまりケーヴァラ・ジュニャーナ（完全智）とは自己と非自己に関する無限の智慧であり、ガーティヤー・カルマを完全に尽滅した後の霊魂によって到達されるのである。この状態に到達した霊魂はその生涯を終えるときに解脱に至る。

## ジュニャーナ – 智慧
ジャイナ教によれば、純粋にして絶対的な智慧は全ての霊魂に本来備わっていて不滅である。しかしながら、様々な種類のジュニャーナヴァラニーヤ・カルマ(Jñānāvaraṇīya karma)の蓄積によって霊魂は曇らされてこの智慧を発揮できなくなるのである。以下に智慧の種類を挙げる: 
| 智慧の種類                                       | 説明                                                                     | 曇らせるカルマ                                                                       |
| マティ・ジュニャーナ(Mati-Jñāna)                 | 五感を介して得る智慧                                                     | マティ・ジュニャーナーヴァラニーヤ・カルマ(Mati Jñānāvaraṇīya karma)                 |
| スルタ・ジュニャーナ(Sruta Jñāna)                | 記号の解釈、言葉・文字・文章・ジェスチャー等の理解に基づく智慧           | スルタ・ジュニャーナーヴァラニーヤ・カルマ(Sruta Jñānāvaraṇīya karma)                |
| アヴァディ・ジュニャーナ(Avadhi Jñāna)           | 透視、つまり五感を介さずに起こる物質的なものに関する超越的な智慧         | アヴァディスルタ・ジュニャーナーヴァラニーヤ・カルマ(Avadhi Jñānāvaraṇīya karma)     |
| マナーパリヤヤ・ジュニャーナ(Manahparyaya Jñāna) | 超感覚的な認識、つまり五感を介さずに起こる他者の思考に関する超越的な智慧 | マナーパリヤヤ・ジュニャーナーヴァラニーヤ・カルマ(Manahparyaya Jñānāvaraṇīya karma) |
| ケーヴァラ・ジュニャーナ(Kevala Jñāna)           | 無限の、絶対的な、直接的・全的な、完全にして最高の形の智慧・認識         | ケーヴァラ・ジュニャーナーヴァラニーヤ・カルマ(Kevala Jñānāvaraṇīya karma)           |

他の種類の智慧が欺かれることによって間違いを犯しがちなのに対して、ケーヴァラ・ジュニャーナは完全であり、決して間違いを犯さない。

## ケーヴァラ・ジュニャーナの二つの様相
ケーヴァラ・ジュニャーナには二つの様相がある。つまり、完全な自己実現と、自己以外に関する全知である。 
ケーヴァラ・ジュニャーナに至った者は自身の魂の真の本性を現す。彼は自身の真の自己に専心し続ける。彼はあらゆる欲望から解放され世の中の活動から完全に隔離される、というのは彼は霊魂によって達成されうる最高の目的を達成したからである。 
第二に、ケーヴァラ・ジュニャーナは世界の全ての活動・対象に関する完全な智慧でもある。ジャイナ経典には以下のようにマハーヴィーラの全知が述べられている: 

偉大な苦行者マハーヴィーラが勝者（ジナ）および阿羅漢（アリハント)となったとき、彼は全智者（ケーヴァリ）となり、あらゆるものを知るようになった。彼は世界・神々・人間・悪魔のあらゆる状態を知り、見て取るようになった。すなわち、それらがどこから来て、どこへ行き、人間としてあるいは動物として生まれたのかあるいは神にあるいは地獄の存在(ウパパダ)になったのか、彼らの心に浮かぶ観念・思想、世界全体のあらゆる生物の食糧、所業、公然のあるいは隠然の行いを知悉するようになったのである。阿羅漢(アリハント)である彼に対しては何も隠し立てができず、彼は世界の全生物の全状態を知り、彼らのあらゆる時点での思考・発言・行動を知っている(121)。 

## マハーヴィーラのケーヴァラ・ジュニャーナ

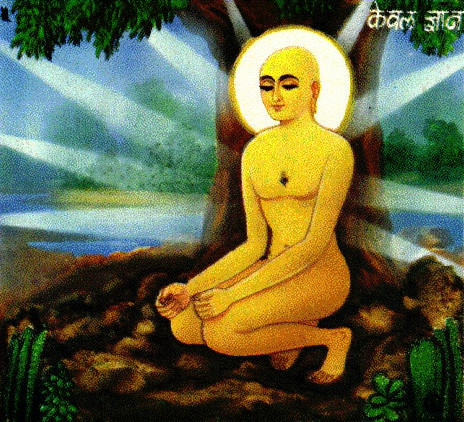
マハーヴィーラのケーヴァラ・ジュニャーナ

マハーヴィーラは悟りを得るまで12年間厳しい苦行を行ったとされる: 

「13年目、夏の第2か月目、8週間目、ヴァイサカの光(2週間)、その10日目に、影が東を向き最初の通夜が終わると、スヴラタという日に、ヴィガヤというムフルタで、ルジュパリカ(ルジュヴァリカ)川沿いのグリンビカグラマ(ジルンバク・グラム)の町の外で、古い寺の付近、サマガ(シヤマク)の旦那の領地で、サルの木の下、月がウッタラファルグニ座と同行しているとき、両かかとをつけてしゃがんだ(尊者)が、自身を太陽の熱に晒し、2日半の間なにも口にせず上渇き、深い瞑想を行って、ケーヴァラ（完全智）という無限、至高、明確、妨げるもののない、完璧、完全な最高の智慧・直覚に至った(120)。」
ケーヴァラ・ジュニャーナはティールタンカラの人性における5つの主要な出来事の一つであり、ジュニャーナ・カリヤナカとして知られ全ての神に祝福される。マハーヴィーラのカイヴァリヤは、サモサラナ、つまり彼のための説法場、を開いた半神に祝福された。

## ケーヴァラ・ジュニャーナと解脱
ケーヴァラ・ジュニャーナと解脱は複雑に関係しあっている。ケーヴァラ・ジュニャーナに至り、悟りを開いた者のみが解脱を成し遂げることができる。ケーヴァリンは涅槃、つまり死の後にシッダ（成就者）、すなわち無限の至福、無限の智慧、無限の力の状態にある解脱した霊魂となる。これは永遠にして不可逆的な状態であり、苦しみ、生と死から解放されている。永遠に束縛から解放された至福の状態なのである。

## ヴィータラーガ（離欲）
ヴィータラーガと全知の間には直接的な関係がある。ディヤーナ(dhyāna)つまり瞑想のより高い状態において、人はまず離欲(Vītarāga、ヴィータラーガ)という段階に至るが、この段階では自身の魂以外の何ものとの接触からも完全に解放される。ひとたびヴィータラーガの状態が実現されると、全知も伴ってくる。これは全知が霊魂の本来の状態であって、8種類の業（カルマ）により霊魂(jīva)の本質が妨げられているにすぎないからである。ヴィータラーガに到達することはガーティヤー・カルマと呼ばれる4種類の破壊的なカルマが魂から永久に分離されることを含む。それゆえ、悪しき業がそれ以降もはや霊魂の中に存在しないために、霊魂はその本来の状態である全知に至るのである。